# Cercosaura hypnoides
Cercosaura hypnoides — вид ящірок родини гімнофтальмових (Gymnophthalmidae). Ендемік Колумбії.

## Поширення і екологія
Cercosaura hypnoides відомі з типової місцевості, розташованої в горах Східного хребта Колумбійських Анд в департаменті Мета, в районі Вереда-Портачуели, на висоті 1640 м над рівнем моря. Вони живуть у вологих гірських тропічних лісах.